# Joseph Trouillat

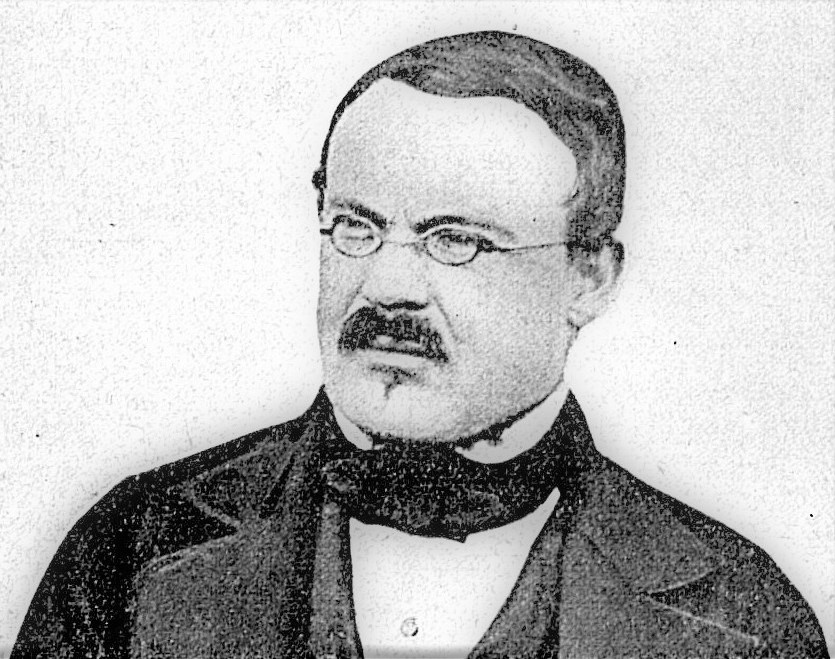
Porträt von Joseph Trouillat

François-Joseph-Dominique Trouillat (* 13. August 1815 in Pruntrut; † 27. Dezember 1863 ebenda) war ein schweizerischer Lehrer, Archivar und Politiker.

## Familie

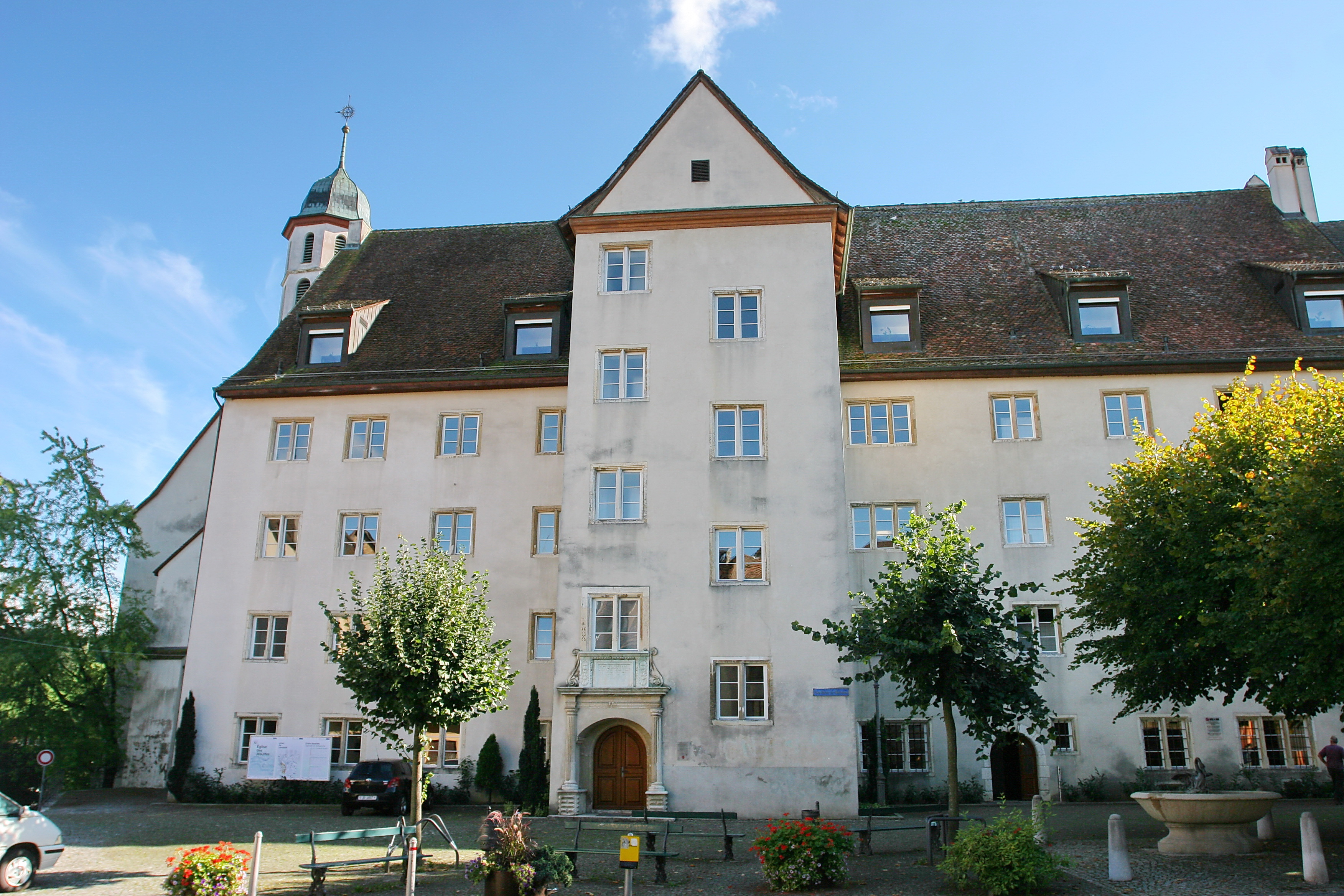
Gebäude des Jesuiten-Kollegs in Pruntrut

Trouillat war ein Sohn des Bäckers Henry Trouillat und dessen Ehefrau Madeleine geb. Crelier. 1850 heiratete er Françoise Riondel († 11. März 1863), mit der er drei Söhne hatte von denen der älteste mit einem Jahr und der jüngste mit 18 Jahren starb.
Trouillat starb nur neun Monate nach seiner Frau im Alter von 48 Jahren. Verbittert über die ihm widerfahrene Ungerechtigkeit nahm er seinen Söhnen das Versprechen ab, Pruntrut und den Jura auf immer zu verlassen.

## Ausbildung und Lehramt
Seine höhere Schulausbildung erhielt er am katholischen Kollegium Pruntrut (ehemals: Collège des jésuites de Porrentruy), das er von 1829 bis 1835 als Schüler besuchte und an dem er ab 1836 als Lehrer wirkte. 1837 wurde er auch Bibliothekar des Kollegiums dessen Bibliothek er reorganisierte und deren Bestände er durch einen Katalog erschloss. Im Zusammenhang mit seinem Widerstand gegen die Umwandlung des Kollegiums in eine gemischt-konfessionelle Kantonsschule verlor er auch seine Anstellung als Lehrer.
1847 gehörte er zu den 13 Gründungsmitgliedern der Société jurassienne d’émulation, einer gelehrten, unpolitischen und interjurassischen Gesellschaft, die sich um das Erbe des historischen Jura kümmert und die Forschung in verschiedenen kulturellen Bereichen fördert. 1854 verliess Trouillat diese Gesellschaft im Streit.

## Der Archivar
Der jurassische Patriot Xavier Stockmar warf bereits 1839 die Frage auf, das dazumal in Bern befindliche Archiv des ehemaligen Fürstbistums Basel wieder nach Pruntrut zu verlagern. Ende 1841 wurde dies von Bürgern Pruntruts zur Forderung erhoben und die Regierung in Bern gab dem im Juni 1842 nach, um die Gemüter im Jura zu beruhigen. Zur Betreuung des Archivs wurde eine Halbtagsstelle geschaffen, die Trouillat übertragen wurde.
Die ständige Archivkommission des Berner Staatsarchivs wollte die Verlagerung rückgängig machen und sandte den künftigen bernischen Staatsschreiber und Staatsarchivar Moritz von Stürler zur Überprüfung der Archivführung nach Pruntrut. Dieser bescheinigte eine zweckmäßige Archivführung und eine vorbildliche räumliche Unterbringung. Bern bewilligte 1850 die Aufstockung der Halbtagesstelle auf eine volle Archivstelle und der Regierungsrat wähle im Juni 1850 Trouillat zum hauptamtlichen Archivar.

### „Monuments de l’histoire de l’ancien évêché de Bâle“

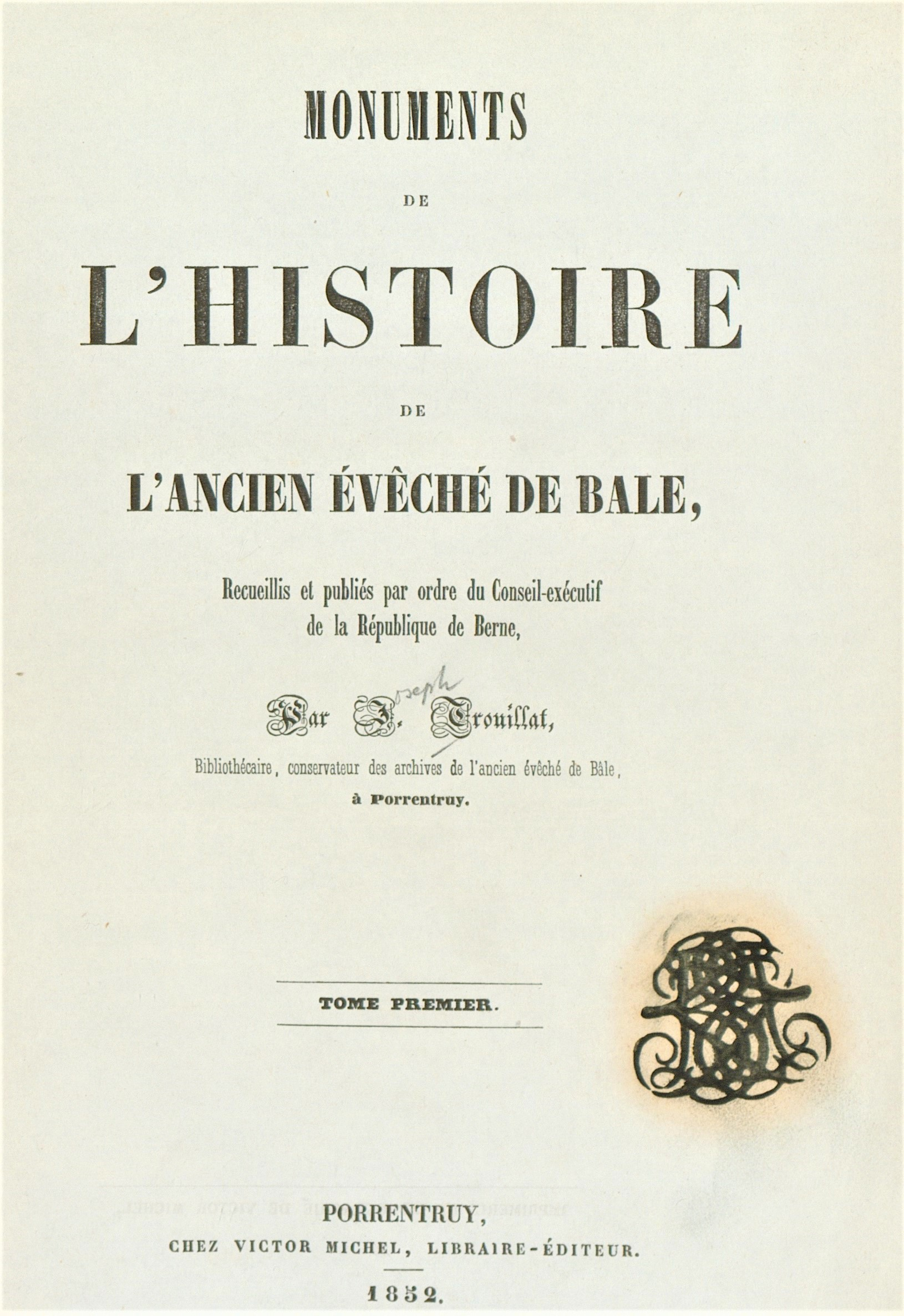
Titelblatt des ersten Bandes der Monuments de l'histoire de l'ancien évêché de Bâle

Das Hauptwerk von Joseph Trouillat ist eine aus fünf Bänden bestehende Sammlung von Urkunden und Regesten des ehemaligen Fürstbistums Basel, die den Zeitraum von Cäsar bis 1500 n. Chr. umfasst (Monuments de l’histoire de l’ancien évêché de Bâle / recueillis et publié par ordre du Conseil-exécutif de la République de Berne, par J. Trouillat, Bibliothécaire, conservateur des archives de l'ancien évêché de Bâle, à Porrentruy). Die Bände erschienen von 1852 bis 1867 in Pruntrut (Porrentruy) im Verlag von Victor Michel. Der fünfte Band, zu dem Trouillat noch Material gesammelt hatte, wurde posthum 1867 publiziert, nachdem ihn Louis Vautrey fertiggestellt hatte. Die Sammlung enthält lateinische, deutsche und französische Dokumente, wobei die Einführung und die Kommentare nur in französischer Sprache enthalten sind. Auf Initiative des Berner Staatsarchivars Moritz von Stürler beauftragte der Berner Regierungsrat Trouillat mit der Herausgabe der Monuments und übernahm die Hälfte der Druckkosten.
Neben dem bischöflichen Archiv nutzte Trouillat die Bibliothek von Pruntrut, die Archive von Doubs, Besançon, der Republik Bern und der Stadt Pruntrut, sowie die Chroniken aus dem Umfeld des Fürstbistums. Das Gesamtwerk umfasst etwa 4700 Seiten, auf denen neben den Einführungen, Inhaltsverzeichnissen, Regesten, Registern und anderen Beilagen etwa 4000 Urkunden im Volltext wiedergegeben sind.
Trouillats Arbeit an den Monuments gab auch einen Anstoss für eine Diskussion in der Historischen und Antiquarischen Gesellschaft zu Basel über ein Projekt „Urkundenbuch der Stadt Basel“. Bemühungen von Auguste Quiquerez um eine Kooperation mit der Basler Gesellschaft wurden 1849 von den Baslern zunächst abgelehnt, die dann aber doch das Angebot machten Urkunden zur Verfügung zu stellen, sofern sie einen gewissen Anteil an der Leitung des Projektes bekämen. Dies traf nun wieder auf den Widerstand Trouillats und der Société jurassienne d’émulation, die das Projekt als rein jurassisches Unternehmen sahen und den Baslern nur anboten, deren Urkunden abzudrucken. Basel sollte im Gegenzug die Abnahme einer gewissen Stückzahl der gedruckten Bände zusagen. Die Gespräche von 1850 wurden 1853 nach der Publikation des ersten Bandes der Monuments wieder aufgenommen. In der Historischen und Antiquarischen Gesellschaft zu Basel wurde ein Antrag diskutiert bei der Basler Regierung die Subvention der Monuments zu beantragen, was aber aufgrund der Kritik von Wilhelm Theodor Streuber abgelehnt wurde. Streuber warf Trouillat mangelnde Kenntnis der Literatur über Basel und fehlende Genauigkeit und Kritik vor. Gleichwohl wurde Trouillat zum Ehrenmitglied der Gesellschaft ernannt.
Man zog in Basel beim späteren Beginn des eigenen Projektes die Trennungslinie zur Pruntruter Sammlung dort, wo Dokumente nur den Bischof, das Domstift oder einzelne Domherren betreffen und nicht den Bischof als Stadtherrn und bemängelte umgekehrt, dass „Trouillat seiner Sammlung in willkürlicher Weise nicht wenige rein städtische Urkunden, … , einverleibt hat.“
Im Vorwort zum Urkundenbuch der Stadt Basel wünschen sich Rudolf Wackernagel und Rudolf Thommen für die Zukunft eine „systematischere Ausbeutung und bessere Bearbeitung des vorhandenen Materials“ über das Fürstbistum.
Gleichzeitig zu den Arbeiten Trouillats publizierte Joseph Bader in der Zeitschrift für die Geschichte des Oberrheins 1853 die Regesta des ehemaligen Hochstifts Basel über den Zeitraum 999 bis 1360. In den Jahren 1863 bis 1866 liess Bader dem in der gleichen Zeitschrift noch Urkunden und Regeste über die ehemalige hochstift-basel’sche Landvogtei Schliengen folgen.
Trouillats Urkunden und Regesten, Baders Regesten und das Basler Urkundenbuch weisen teilweise Überschneidungen auf, sind aber für die regionale Geschichte eher Ergänzungen.

## Der Politiker
1848 wurde er zum Bürgermeister von Pruntrut gewählt. Der Stadt gehörte auch das frühere Jesuiten Kolleg an dem Trouillat auch als Lehrer und Bibliothekar wirkte. In der Folge exponierte er sich in der Schulpolitik des Kantons Bern und opponierte vehement gegen die von Bern beabsichtigte Umwandlung des katholischen Kollegiums Pruntrut in eine gemischt-konfessionelle Kantonsschule. Der Konflikt mit Bern eskalierte nach der Verabschiedung des Gesetzes über die Kantonsschulen vom 26. Juni 1856 und dem Sieg der radikalen Partei in Bern 1858. In der emotionalen und auch mit persönlichen Anfeindungen geführten Debatte um die Schule verlor Trouillat an Rückhalt. Nun wurde auch seine Amtsführung als Bürgermeister massiv kritisiert und letztlich durch den von der Berner Regierung eingesetzten Kommissar, Niklaus Niggeler, untersucht. Aufgrund seines Berichtes, der neben dem Vorwurf willkürlicher Amtsführung auch Hinweise auf Unordnung und Unregelmäßigkeiten in den kommunalen Finanzen enthält, erfolgte am 30. Mai 1860 die förmliche Suspendierung des Bürgermeisters Trouillat durch die Berner Regierung. Trouillat betrachtete dies nur als parteiische Ungerechtigkeit der radikalen Berner Regierung gegen ihn als konservativen Bürgermeister. Gleichwohl bestätigte am 24. Oktober 1860 ein Gericht die Entlassung des Bürgermeisters. Am 24. Dezember 1860 verfügte die Berner Regierung überdies, dass ein Archiv-Sekretär das Archiv in Pruntrut überprüfen solle und Trouillat die Archivschlüssel abzugeben habe. Dies erfolgte wenige Monate bevor Trouillat den vierten Band der Monuments de l’histoire de l’ancien évêché de Bâle publizieren konnte.
1860 war Trouillat an der Gründung der konservativen katholischen Zeitung „Réveil du Jura“ beteiligt, die bald darauf in „La Gazette Jurassienne“ umbenannt wurde und deren Redaktion er bis zu seinem Tod 1863 übernahm.
Trouillat nutzte diese Plattform für politische und persönliche Angriffe gegen den Präfekten des Bezirks Pruntrut Joseph Froté. Ein 1862 von ihm veröffentlichter Artikel führte zu einer Verleumdungsklage, der das Gericht teilweise statt gab.
1860 und 1863 kandidierte Trouillat im Nationalratswahlkreis Bern-Jura für die Katholisch-Konservativen, wobei er jeweils etwa 20 % der Stimmen erzielte und keines der drei Mandate des Wahlkreises erringen konnte.

## Ehrungen
In Pruntrut ist eine Strasse nach Trouillat benannt.

## Schriften
- Catalogue raisonné des éditions incunables de la Bibliothèque du Collège de Porrentruy, Porrentruy 1838 Google-Digitalisat
- Rapport sur la bibliothèque du collège de Porrentruy, son origine, ses développements et sa réorganisation, Porrentruy 1849 Google-Digitalisat